# 現実主義者たれ、不可能を追求せよ

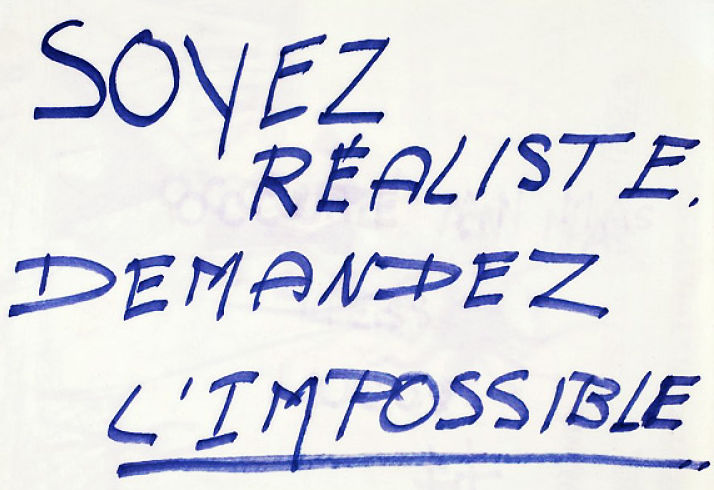
政治学院, 1968年5月

現実主義者たれ、不可能を追求せよ（げんじつしゅぎしゃたれ、ふかのうをついきゅうせよ、"Soyez réaliste, demandez l'impossible"〈ソワイェ・レアリスト,ドゥモンデ・ランポッシブル〉、フランス語発音: [swa.je ʁe.a.list də.mɑ̃.de lɛ̃.pɔ.sibl]）は1968年5月にサンシエール校に落書きされた文言である。
この言葉が運動者の間で広く受容されたこともあって、五月革命におけるスローガンの一つとされることも度々ある。

## 起源
ジャン・マスコロによると「現実主義者たれ、不可能を追求せよ」の起源はビヤンクールのルノー工場において、サンディカリストがストライキ委員会構成員に「現実主義者でありなさい。（私たちは）不可能なことを要求してはいけない。」と言ったこととされている。
とある午後、マスコロが運動のテーマを探していた時、突如降って来た"集団的直観"に従い、先のサンディカリストの言葉の理屈を覆し、このフレーズが生まれた。
このスローガンはサンシエール校の壁に出現することとなった。

## 見解

### スローガンとして
当時、活動家であったジャーナリストのフランソワ・ド・クロゼは「学生運動より始まった五月革命の運動の中で、スト参加者たちは『現実主義者たれ、不可能を要求せよ』という急進的なアプローチだけを信奉してきたのだが、それは〈革命〉よりもむしろ〈交渉〉のために使われたのである。革命的なダイナミズムに後押しされたこの社会的交渉は、却って可能性の場を隔てていた壁を打ち破った」と振り返っている。

### 落書きとして
社会学者で五月革命を専門としているジャン＝ピエール・ル・ゴフは、「現実主義者たれ、不可能を要求せよ」を含めた「子どもたちが側溝で遊べるように、何千もの駐車場を作れ」や「雇用主を変えるな、人生の過ごし方を変えろ」といったような当時のキャンパスの内外で書かれた落書きについて「挑発、ユーモア、横柄さが、技術主義的言説の単調さを打ち破る」と指摘した。